# Werner Duekjær
Werner Duekjær (født 13. juni 1924 i København, død 9. august 2009) var en dansk overlærer og håndboldspiller og -træner. Han spillede i klubben Ajax, hvor han var med i klubbens storhedstid og nåede 26 håndboldslandskampe i perioden 1945-1958. Han var VM-sølv vinder 1948 i markhåndbold. Han blev senere træner i Ajax.
Werner Duekjær var overlærer på Hummeltofteskolen i Sorgenfri.